# 127803 Johnvaneepoel
127803 Johnvaneepoel è un asteroide della fascia principale. Scoperto nel 2003, presenta un'orbita caratterizzata da un semiasse maggiore pari a 2,5758712 UA e da un'eccentricità di 0,0489432, inclinata di 14,79425° rispetto all'eclittica.